# Szőnyi Erzsébet
Szőnyi Erzsébet, Steidl (Budapest, 1924. április 25. – Budapest, 2019. december 28.) a Nemzet Művésze címmel kitüntetett, Kossuth- és Erkel Ferenc-díjas magyar zeneszerző, karvezető, zenepedagógus, kiváló művész.

## Életútja
Édesapja művészetkedvelő banktisztviselő volt: főként festett, rajzolt, de énekelt is, amihez a kíséretet édesanyja adta. A család egyetlen gyermeke, Szőnyi Erzsébet Benczúr Aglájánál (Benczúr Gyula unokahúgánál) kezdte zongoratanulmányait.
1934 és 1942 között a budapesti Szilágyi Erzsébet Gimnáziumban végezte el a középiskolát, ahol Sztojanovits Adrienne tanítványa volt. Az intézmény neves kórusát zongorán kísérte. Magánúton összhangzattant tanult Laurisin Miklósnál. Első szerzeményei is a gimnáziumi évek alatt keletkeztek.
1942 és 1945 között a Liszt Ferenc Zeneművészeti Főiskolán Bárdos Lajos és Vásárhelyi Zoltán irányításával elvégezte a középiskolai énektanárképző és karvezető szakot. 1943-tól 1947-ig Kodály Zoltántól etnomuzikológiát tanult, mellette 1944–46-ban zongora szakot is végzett Szegedi Ernőnél, kamarazene-tanára Weiner Leó volt. Ferencsik Jánostól a vezénylés alapjait sajátította el. 1945-től 1947-ig Bárdos javaslatára Viski János zeneszerzés-növendéke volt, az egyetlen lány a szakon.
Első szerzői sikerét a Munkás Dalosszövetség 1947-es jeligés pályázatának megnyerésével aratta, amivel Kodály mellett felesége, Sándor Emma érdeklődését is felkeltette. Az 1947–48-as tanévben francia állami ösztöndíjjal a párizsi Conservatoire-on Tony Aubin osztályában tanult, Nadia Boulanger, illetve Olivier Messiaen műveivel ismerkedett. Itteni tanulmányait I. divertimentója, saját maga által vezényelt bemutatójával zárta, amire megkapta a Prix de Composition-t.
Akadémiai tanulmányai mellett 1945-től a Szilágyi Erzsébet Gimnázium ének-zene tanára volt, alkalmanként Kodályt helyettesítette a főiskolai népzene órákon. 1948 és 1981 között a Zeneakadémián tanított, ahol 1960-tól tanszékvezető egyetemi tanárként dolgozott. Első pedagógiai munkáját 1954-ben írta. Éveken át vezette a Szilágyi Erzsébet Gimnázium leánykórusát.
1961-től állt kapcsolatban a Zenei Nevelés Nemzetközi Társaságával (ISME), a szervezet 1964-es budapesti konferenciáján elnökségi tagjává választották. Negyven éven át szervezője volt az először 1967-ben megrendezett esztergomi Dunakanyar Művészeti Nyári Egyetemnek. 1978 és 2003 között a Magyar Kodály Társaság társelnöke és a Bárdos Lajos Társaság társelnöke volt. 1992–96-ig a Magyar Zenei Kamara alelnöke, 1996-tól a Magyar Muzsikus Fórum társelnöke. 1992-től a Magyar Művészeti Akadémia tagja volt. 1993–94-ben a Magyar Rádió felügyelőbizottságának elnöke. A hartfordi (USA) Kodály Musical Training Institute tagja, a francia Kodály Társaság tiszteletbeli elnöke és a Kóta tiszteletbeli elnöke, a Nemzetközi Kodály Társaság (IKS) és a varsói Chopin Társaság tiszteletbeli tagja volt.
Kodály Zoltán zenepedagógiai módszerének világszerte ismert folytatója és népszerűsítője volt.
1994 óta a törökbálinti zeneiskola viseli a nevét. Nagy odaadással és figyelemmel kísérte a zeneiskolában folyó nevelő-oktató munkát. 2003-tól vezetésével rendezték meg a Szőnyi Erzsébet Regionális Szolfézsversenyt, amelyen a térség zeneiskoláinak szolfézstanulói vesznek részt. 2005-ben létrehozta a Zenélő Gyermekekért Alapítványt. 2006-ban Törökbálint képviselő-testületétől Volf György-díjat kapott, 2009-ben a város díszpolgára lett.
Szőnyi Erzsébet egyike a legigényesebb és legszellemesebb magyar zeneszerzőknek. Nem hódol be semmiféle divatnak, de nem is zárkózik el attól, amit inspirativnak vél.

## Díjai, elismerései
- 1947 Munkás-Dalosszövetség pályázat I. díj
- 1948 Rózsavölgyi-díj
- 1948 Prix de Composition du Conservatoire, Paris
- 1954 Vercelli, Viotti verseny
- 1959 Erkel Ferenc-díj
- 1964 Miskolc Város Művészeti Díja
- 1966 Szigetvárért Emlékplakett (Zrínyi)
- 1969 Veszprém Város Díja
- 1976 Arezzo verseny
- 1977 Budapest Főváros Művészeti Díja
- 1993 A Magyar Köztársasági Érdemrend középkeresztje
- 1994 Apáczai Csere János-díj
- 1995, 2004 Bartók–Pásztory-díj
- 2000 Kiváló művész
- 2001 Pro Renovanda Cultura Hungariae Kodály-díj
- 2004 Magyar Örökség díj
- 2006 Kossuth-díj
- 2006 Volf György-díj, Törökbálint
- 2006 díszdoktori cím Pittsburgh Dusquesne Egyetemén
- 2008 Hegyvidék díszpolgára
- 2009 Törökbálint díszpolgára
- 2011 Prima díj
- 2014 A Nemzet Művésze
- 2019 Budapestért díj

## Főbb művei

### Színpadi művek
- Pantomim (balett, 1949)
- Kerti mese (mesebalett, 1949)
- A tücsök és a hangya (mesebalett, 1953)
- Dalma (opera, Jókai Mór nyomán Kováts Edit, 1953)
- A makrancos királylány (gyermekopera, Kováts Edit, 1955, ősbemutató: Magyar Rádió, 1961. február 27.)
- Firenzei tragédia (opera, Oscar Wilde drámája Kosztolányi Dezső fordításában, 1957, ősbemutató: Koppenhága, 1960 [koncertszerűen, németül, ford. Max Maierfeld], színpadi bemutató: Meiningen, 1960. február 25. [németül], magyarországi bemutató: Pécsi Nemzeti Színház, 1970. június 12.)
- A képzelt beteg (musical, Molière nyomán Illyés Gyula, 1961)
- Kis rongyos (zenés játék gyermekeknek, Fáy Hildegard szövege, 1962)
- Száz cifra ködmön (zenés játék, Mikszáth Kálmán nyomán Benedek András, 1965)
- Az aranyszárnyú méhecske (gyermekopera, Orbán Éva szövege, 1974)
- Vidám sirató egy bolyongó porszemért (zenés játék, Sütő András–Weöres Sándor, 1979)
- Az igazmondó juhász (meseopera, Donászy Magda, 1979)
- Adáshiba (opera, Szakonyi Károly, 1980, ősbemutató: Szegedi Nemzeti Színház, 1982. május 7.)
- Elfrida (madrigálopera, Arany László, 1984, ősbemutató: Magyar Rádió, 1987. augusztus 24.)

### Oratórikus művek
- A didergő király (gyermekoratórium, Móra Ferenc–Orbán Éva, 1959)
- A hazug katona (oratórium, Török Sándor, 1960)
- Tinódi egri summája (ifjúsági oratórium, Tinódi Lantos Sebestyén szövegeire, 1964)
- József Attila kantáta (1968)
- Népdalkantáta (Lukin László, 1971)
- Radnóti kantáta (1974)
- Gyulai névtelen éneke (oratórium, ismeretlen szerző szövege, 1983)
- Béla király a Bükkben (oratórium, Hárs Ernő, 1986)

### Zenekari művek
- Parlando és giusto (1947)
- I. divertimento (1948)
- II. divertimento (1951)
- Intermezzo (fúvószenekarra, 1954)
- Reggel a hegyekben (fúvószenekarra, 1956)
- Orgonaverseny (1957–58, ősbemutató a prágai nemzetközi orgonaversenyen, 1958)
- Trio concertino (ifjúsági zenekarra, 1958)
- Overtura piccola (ifjúsági zenekarra, 1962)
- Toborzó (fúvószenekarra, 1963)
- Piccola instructione (ifjúsági zenekarra, 1964)
- Musica festiva (szvit, 1965)
- Prelűd és fúga (1969)
- Lento és allegro (ifjúsági zenekarra, 1969)
- Három ötlet négy tételben (zongorára és zenekarra, 1980)
- Zenetörténeti séta kilenc tételben (ifjúsági zenekarra, 1986)

### Egyházi zene
- Missa misericordiae – az Irgalom miséje (latin mise nőikarra, zenekarra, orgonára) Készült: a Kodály Nőikari Találkozó alkalmából 1966-ban.
- Missa misericordiæ. Requiem férjem és fiaim emlékére (vegyeskarra és orgonára, latin és magyar szövegre, 2011)
- Szent Erzsébet-mise (egyszólamú, magyar nyelvű)
- motetták: A Lélekhez, Stabat Mater (Babits Mihály fordítására)

és más egyházi ihletésű művek.

### Kórusművek
- Új várak épültek (Ady Endre, 1947)
- Három leánykar (Kriza János, 1947)
- Balatoni képek (Sárhelyi Jenő, 1953)
- Katonadal (férfikarra, Balassi Bálint, 1956)
- Due sonetti di Petrarca (vegyeskarra, hárfára és klarinétra, 1960)
- Anekreoni dalok (vegyeskarra, 1962)
- Sirató. Elégia Kodály Zoltánért (női karra, fuvolára, brácsára és cimbalomra, népi szövegekre, 1967)
- Vakáció előtt (gyermekkarra, Szabó Lőrinc, 1969)
- A tintásüveg (gyermekkarra, Petőfi Sándor, 1970)
- Öt japán dal (gyermekkarra, Kosztolányi Dezső, 1971)
- Óda a jelenhez (vegyeskarra, Pablo Neruda, 1979)
- Tájkép három változatban (vegyeskarra, Juhász Gyula, 1983)
- Mint forró csontok a máglyán (vegyeskarra, Babits Mihály, 1983)
- Motetta a lélekről (vegyeskarra és orgonára, újszövetségi szövegekre, 1983)
- Dániel éneke
- Frühzeitiger Frühling
- Három változat
- Jelek
- Korai tavasz
- Réten szaladoztunk
- Valami hívott az éj közepén
- Veni Creator Spiritus

### Egyéb zeneművek
- Kórusok John Gracen Brown verseire
- Három gyermekkar Hárs Ernő verseire
- Húsz magyar népdal (két fuvolára és gitárra) 1978
- Szonáta (nagybőgőre és zongorára) 1982
- Francia szvit (mélyhegedű-zongora)
- Evokáció (zongorára és orgonára) 1985
- Fantázia (hárfa)
- további kórusok és kamaraművek.

### Könyvek
- A zenei írás-olvasás módszertana I-IV., 1954, gyakorló füzetekkel (megjelent magyar, angol, japán, olasz, portugál nyelven)
- Kodály's Principles in Practice, 1973 (megjelent angol, francia, német, spanyol, portugál, olasz és thai nyelven)
- Öt kontinensen a zene szolgálatában; Gondolat, Bp., 1979
- Kodály Zoltán zenepedagógiai elvei és munkássága; TIT, Bp., 1982
- Kodály Zoltán nevelési eszméi; Tankönyvkiadó, Bp., 1984
- Zenei nevelési irányzatok a XX. században, 1989
- Kodály Zoltán nevelési eszméi a harmadik évezred küszöbén. A Nemzetközi Kodály Konferencia (1997. IX. 22-24.) Zenepedagógiai Szekciójának anyaga; szerk. Szőnyi Erzsébet; Kodály Intézet, Kecskemét, 1999
- Hiszek a zene erejében... Szőnyi Erzsébet zeneszerzővel beszélget Mezei Károly; Kairosz, Bp., 2010 (Magyarnak lenni)

## Diszkográfia
- 1984-ben szerzői lemeze (LP) jelent meg: 5 Preludes; Trio Sonata; 3 ideas in 4 Movements; Radnóti Cantata (Hungaroton, SLPX 12623)
- 2004-ben szerzői CD-je jelent meg: Concerto per organo e orchestra; Hungaroton, Bp., 2004
  - Műsora, Hungaroton HCD 32246:

Orgonaverseny (Concerto per organo e orchestra); Hat középkori himnusz Sík Sándor fordításában (Six medieval hymns on translations by Sándor Syk); Hárfás kvintett (Quintet for Harp and String Quartet); Dalok Lanza del Vasto verseire (Songs on poems by Lanza del Vasto); Jeruzsálemi képek – szvit két zongorára (Pictures of Jerusalem – suite for 2 pianos)
- Hangfelvételek a Magyar Rádió archívumában.